# Fortore
El Fortore  és un riu d'Itàlia. El seu nom antic era Frento. Rep com afluents per l'esquerra el rierol de Foiano i la riera de San Pietro.
A l'antiguitat, Plini el Vell va descriure aquest riu, llavors anomenat Frento. Diu que naixia als Apenins, vora la ciutat de Murgàntia, i que desembocava a l'Adriàtic. A la part baixa del seu curs formava la frontera entre Larínum i Teanum, a la Pulla, formant el límit nord de la Pulla si no s'incloïa Larínum en aquest país. Plini explica que a la desembocadura tenia un port. A unes deu milles abans de la seva desembocadura hi havia un pont construït amb gran magnificència per salvar el riu, que travessava per allà la via que anava de Larínum a Teanum. També en parla la Taula de Peutinger.